# 2018 DV1
2018 DV1 — кам'яний навколоземний астероїд. Орбіта його проходить поблизу Землі і Венери.
Зближення із Землею відбулося 2 березня 2018 року о 05:54 UTC, відстань — 112,6 тис. км, відносна швидкість 6,559 км/c (23 610 км/год).

## Зближення
| дата             | а. о.    | відстань до Місяця | небесне тіло |
| ---------------- | -------- | ------------------ | ------------ |
| 02.03.1906 0:34  | 0,006318 | 2,46               | Земля        |
| 02.03.1906 9:46  | 0,004389 | 1,71               | Місяць       |
| 24.04.1923 15:22 | 0,045820 | 17,8               | Венера       |
| 22.04.1931 2:09  | 0,044071 | 17,1               | Венера       |
| 28.02.1969 23:48 | 0,024105 | 9,39               | Земля        |
| 01.03.2018 16:22 | 0,000891 | 0,35               | Місяць       |
| 02.03.2018 5:54  | 0,000753 | 0,29               | Земля        |